# Super eXtended Graphics Array

La SXGA (5:4) in raffronto con altre risoluzioni standard.

Con Super eXtended Graphics Array (SXGA) si fa riferimento ad una risoluzione standard di 1280×1024 pixel che, con i suoi 1 310 720 pixel, rappresenta un'evoluzione dello standard originale IBM eXtended Graphics Array (XGA). alcuni produttori, inizialmente, hanno chiamato questa risoluzione Extended Video Graphics Array (XVGA o EVGA).
Questa risoluzione non ha un rapporto d'aspetto di 4:3 ma di 5:4 (1,25:1 anziché 1,33:1) così sui monitor 4:3 le immagini erano leggermente distorte in quanto i pixel non erano quadrati. Per questo motivo sui monitor CRT analogici 4:3 era meglio utilizzare la risoluzione 1280×960, supportata da tutte le schede SXGA, che ha un rapporto d'aspetto di 3:4.
| Risoluzione | Utilizzo                             | rapporto d'aspetto |
| ----------- | ------------------------------------ | ------------------ |
| 1280×1024   | Monitor PC, poco frequente su Laptop | 5:4                |
| 1280×960    | Monitor PC CRT                       | 4:3                |

La risoluzione SXGA è la più utilizzata sui monitor LCD da 17" e 19". La maggior parte di questi hanno un rapporto d'aspetto di 5:4 così non soffrono del problema di distorsione dei monitor CRT 4:3.

## Telefonia cellulare
SXGA, 1280×1024, è anche uno dei formati più utilizzati dai telefoni cellulari fino al 2007, per la componente fotografica. Dal 2008 si preferisce una risoluzione di 2 Mpx sui telefoni di fascia medio alta. 

## Origini
Si pensa, anche se sul sito della VESA non ci sono documenti che lo confermino, che la risoluzione 1280×1024 fu scelta come standard de facto truecolor perché, in un periodo in cui la RAM era decisamente più costosa (circa 1995), questa risoluzione permetteva di sfruttare al meglio 4 MB in quanto 1280×1024 per 24 bpp = 31 457 280 bit ossia 3 932 160 byte (circa 3,75 MB).